# Primolius maracana
L'ara aliblu (Primolius maracana (Vieillot, 1816)) è un uccello della famiglia degli Psittacidi diffuso nel Sudamerica centrale e orientale. In passato è stata classificata sia nel genere Ara che in Propyrrhura. Può vivere fino a 50–60 anni.

## Descrizione
È lunga circa 40 cm. Ha un possente becco nero, una lunga coda e un piumaggio base verde. La faccia superiore delle remiganti e delle copritrici primarie è blu, così come indica il nome comune. La faccia inferiore delle ali è giallastra, la punta della coda, la corona e le guance sono bluastre e la base della coda e una macchia sul ventre sono rosse. L'iride è color ambra. Insieme all'ara panciarossa è la sola specie di ara ad avere la pelle glabra sulla faccia di colore giallognolo, che spesso si muta in bianco negli esemplari in cattività. Diversamente dall'ara panciarossa, però, l'ara aliblu ha le parti inferiori dell'addome e del dorso rosse.

## Distribuzione
L'ara aliblu è diffusa nel Brasile orientale e meridionale (sebbene una piccola popolazione residua viva anche nel nord-est), nel Paraguay orientale e, almeno in passato, nell'estremità nord-orientale dell'Argentina. Vive nelle foreste sempreverdi e decidue, preferendo quelle a galleria. Si nutre soprattutto dei semi di Cnidoscolus phyllacanthus, Jatropha sp., Guazuma ulmifolia e di Melia azederach, pianta, quest'ultima, non autoctona dell'area. Tuttavia, mangia anche frutta e noci.

## Riproduzione
L'ara aliblu raggiunge la maturità sessuale tra i 2 e i 4 anni. La femmina depone di solito due uova che cova per circa 29 giorni. Gli immaturi imparano a volare 11 settimane dopo la schiusa e rimarranno con i genitori per un altro anno ancora. Non sappiamo molto sulla riproduzione in natura di questa specie, ma nel Brasile nord-orientale la stagione degli amori va da dicembre a febbraio.

## Conservazione
La principale minaccia alla sopravvivenza dell'ara aliblu è la deforestazione. Inoltre in passato questa specie ha sofferto molto a causa delle catture di esemplari per il commercio degli uccelli da voliera - tra il 1977 e il 1979 giunsero negli Stati Uniti 183 esemplari provenienti dal Paraguay. Il numero di queste are è diminuito soprattutto nella parte meridionale dell'areale e nella Provincia di Misiones, in Argentina, dove venivano uccise in gran numero dagli allevatori che le consideravano animali nocivi, non vengono più avvistate ormai da molti anni. Proprio per questo motivo fino a poco tempo fa l'ara aliblu veniva inserita tra le specie vulnerabili. Le informazioni provenienti dal Brasile, però, fanno presupporre che in questo Paese la specie sia ancora molto diffusa e che abbia addirittura ricolonizzato alcune zone da cui era scomparsa in passato, come il Rio de Janeiro meridionale. Stando così le cose, la specie è stata successivamente inserita tra le specie prossime alla minaccia.